# Shaun Johnson
Shaun Johnson (* 9. September 1990 in Auckland) ist ein neuseeländischer Rugby-League-Spieler. Er spielt in der NRL für die New Zealand Warriors.

## Karriere
Johnson wurde in Auckland als Sohn einer Laotin und eines Neuseeländers europäischer Herkunft geboren. Er besuchte das Orewa College, wo er zahlreiche Sportarten betrieb. Am erfolgreichsten war er im Australian Football und im Touch, daneben spielte er noch andere Sportarten wie Basketball und Rugby Union. Er repräsentierte Neuseeland sowohl im Australian Football als auch im Touch.
Johnson spielte zunächst für die Hibiscus Coast Raiders in der Auckland Rugby League, bevor er 2009 einen Vertrag bei den New Zealand Warriors unterschrieb. 2009 und 2010 spielte er noch für die Junior Warriors im Toyota Cup, bevor er 2010 im NSW Cup sein Debüt für die Auckland Vulcans hatte. Zuvor gewann er in seinem letzten Spiel mit den Junior Warriors den Toyota Cup. Zudem hatte er 2010 sein Debüt für die Junior Kiwis, die neuseeländische U-20-Nationalmannschaft.
Den Beginn der Saison 2011 verbrachte Johnson bei den Vulcans, bevor er in Runde 13 sein NRL-Debüt gegen die Sydney Roosters hatte, da Brett Seymour verletzungsbedingt nicht auflaufen konnte. In Runde 14 gegen die Wests Tigers legte er seinen ersten Versuch. Im Verlauf der Saison schafften die Warriors es unter anderem auch aufgrund seiner zahlreichen Versuche und seiner insgesamt überragenden Leistung ins NRL Grand Final, wo man sich den Manly-Warringah Sea Eagles mit 24:10 geschlagen geben musste. Ursprünglich sollte Johnson mit Neuseeland an den Four Nations 2011 teilnehmen, musste aber verletzungsbedingt absagen. Am 27. November erneuerte Johnson seinen Vertrag bei den Warriors bis zum Ende der Saison 2014.
2012 nahm Johnson mit Neuseeland am traditionellen ANZAC Test gegen Australien teil, da Kieran Foran verletzungsbedingt nicht daran teilnehmen konnte, und legte gleich in seinem Nationalmannschaftsdebüt einen Versuch. Im Laufe der Saison mit den Warriors legte er 12 Versuche in 22 Spielen, was ihn bei den Warriors zusammen mit Konrad Hurrell und Manu Vatuvei zum Spieler mit den meisten Versuchen machte. Von der RLIF erhielt er den Rookie of the Year Award.
2013 nahm Johnson erneut am ANZAC Test teil und lief für die Warriors bei allen 24 Spielen auf. Nach Ende der Saison nahm er mit Neuseeland an der Rugby-League-Weltmeisterschaft teil. Im Halbfinale gegen England legte er beim Stand von 14:18 in der 80. Minute einen Versuch, den er anschließend erhöhte, wodurch Neuseeland das Spiel 20:18 gewann und ins Finale einzog, wo man sich Australien mit 34:2 geschlagen geben musste. Johnson beendete das Turnier als Spieler mit den meisten Punkten.
2014 nahm Johnson mit den Warriors an der ersten Ausgabe der NRL Auckland Nines teil und nahm zum dritten Mal in Folge am ANZAC Test teil. Am 7. Oktober wurden die Spieler bekanntgegeben, die Neuseeland bei den Four Nations 2014 vertreten würden, unter ihnen war auch Johnson. Am 15. November gewann Neuseeland das Finale gegen Australien 22:18, wobei Johnson einen Versuch legte und an zwei anderen beteiligt war, was ihn zum Man of the Match machte. Am 18. Dezember gewann er den Golden Boot Award, womit kaum jemand gerechnet hatte, da ihm gegenüber Weltklassespielern wie Sam Burgess, Johnathan Thurston und Greg Inglis nur geringe Chancen eingeräumt wurden.